# Vaclovas Aliulis
Vaclovas Aliulis MIC (* 14. März 1921 in Krekštėnai bei Krokialaukis, Rajongemeinde Alytus; † 26. Mai 2015) war ein litauischer römisch-katholischer Priester.

## Leben
1937 trat Aliulis dem Marianerorden bei. Bis 1940 absolvierte er das Marianergymnasium Marijampolė und 1945 das Priesterseminar Kaunas sowie das Studium der Theologie an der Universität Kaunas. Am 11. Juni 1944 empfing er die Priesterweihe.
Von 1970 bis 1974 war er Vizeregens des Priesterseminars Kaunas. Von 1970 bis 1974 und von 1988 bis 1989 lehrte Aliulis am Priesterseminar Kaunas. Von 1988 bis 1991 war er Seimas-Ratsmitglied der Unabhängigkeitsbewegung Sąjūdis. Von 1988 war er Mitgründer, von 1992 bis 1995 und ab 1999 Präsident des litauischen Bibelvereins (Lietuvos Biblijos draugija). 1989 gründete er das römisch-katholische Magazin „Katalikų pasaulis“ und war bis 1991 dessen Chefredakteur sowie von 1990 bis 1993 Direktor des katholischen Verlags „Katalikų pasaulis“ (dt. 'Katholikenwelt'). Von 1989 bis 1992 war er leitender Seelsorger der katholischen Jugendorganisation Ateitininkai, von 1989 bis 1993 litauischer Vizeprovinzial der Marianer, von 1993 bis 1999 deren Generalvikar.
Seit 1991 war er Mitglied der Litauischen Katholischen Akademie der Wissenschaften.

## Bibliografie
- Palūšės bažnyčia ir parapija, istorinė apybraiža, 1954; herausgegeben 1996.
- Žvilgsniai ne tik atgal, 1994.
- Geroji Atpirkėjo Motina, 2001.
- Vieno žąsiaganio istorija. Pasakojimai ir pamąstymai 2007.